# FUTURE (三代目 J Soul Brothers from EXILE TRIBEのアルバム)
『FUTURE』（フューチャー）は、三代目 J Soul Brothers from EXILE TRIBEの通算7枚目のオリジナル・アルバムである。2018年6月6日にrhythm zoneから発売された。

## 概要
前作『THE JSB LEGACY』から約2年ぶりのオリジナル・アルバムである。
DISC1-7の「3CD+4DVD」「3CD+4Blu-ray」、DISC1-6の「3CD+3DVD」「3CD+3Blu-ray」、DISC1-3の「3CD」の5形態（スマプラ対応）。CD・DVD・Blu-rayは同じ内容。それぞれの初回盤には、新ビジュアルによる撮り下ろしフォトブック72Pを封入。DISC-7には、各メンバーの約1年間を捉えた、長編ドキュメンタリー映画「SEVEN/7（セブンバイセブン）」を完全収録。
アルバムのタイトル楽曲「FUTURE」は、「ショートショートフィルムフェスティバル & アジア2018」公式テーマソング。
第67回と第68回のNHK紅白歌合戦で披露した「Welcome to TOKYO」・「HAPPY」、さらに江崎グリコ『ポッキー』CMソング「J.S.B. HAPPINESS」などJSBシリーズ3部作も収録。

## チャート成績
2018年6月18日付のオリコン週間アルバムランキングで、初週18.2万枚を売り上げ初登場1位を獲得した。アルバムの首位獲得は、『MIRACLE』から6作連続通算6作目で、2013年度から6年連続。

## 収録曲

### CD

#### DISC-1
- 三代目 J Soul Brothers - CD -

1. RAINBOW / 三代目 J Soul Brothers from EXILE TRIBE feat. Yellow Claw（英語版） (3:30)
作詞：HIROOMI TOSAKA, CRAZYBOY, YVES&ADAMS, Daecolm Diego Holland
作曲：Yellow Claw
2. HAPPY (3:07)
作詞：今市隆二, 小竹正人
作曲：Albi Albertsson, Pete Boyes, Manabu Marutani
編曲：MUSSASHI
3. BRIGHT (5:03)
作詞：小竹正人
作曲：FAST LANE, ERIK LIDBOM
4. J.S.B. LOVE (4:39)
作詞：STY, CRAZYBOY
作曲：T.Kura, STY
編曲：T.Kura
5. J.S.B. DREAM (4:53)
作詞・作曲：STY
THE JSB LEGACY, THE JSB WORLDに次ぎ、3作目の収録。
6. J.S.B. HAPPINESS (5:24)
作詞：SAKURA
作曲：Takashi Fukuda, SAKURA
編曲：Takashi Fukuda
7. 蛍 (4:32)
作詞：小竹正人
作曲：春川仁志, Safari Natsukawa
編曲：春川仁志
8. 恋と愛 (5:09)
作詞：小竹正人
作曲：Hiroki Sagawa
編曲：Yuta Nakano
9. Welcome to TOKYO (4:46)
作詞：michico
作曲：T.Kura, michico
編曲：T.Kura
10. FUTURE / 三代目 J Soul Brothers from EXILE TRIBE feat. BloodPop®（英語版） (4:04)
作詞：BloodPop® & Sarah Hudson
作曲：BloodPop®

#### DISC-2
- RYUJI IMAICHI - CD -

1. ONE DAY (4:33)
作詞・作曲：STY
2. Angel (4:01)
作詞：RYUJI IMAICHI, TAKANORI (LL BROTHERS), ALLY
作曲：T.Kura, Ryuji Imaichi, TAKANORI
編曲：T.Kura
3. Thank you (4:45)
作詞：RYUJI IMAICHI, Brian McKnight
作曲：Brian McKnight, RYUJI IMAICHI
4. Alter Ego (3:43)
作詞：RYUJI IMAICHI
作曲：Carlo "Illangelo" Montagnese & Elijah Blake
5. SHINING / RYUJI IMAICHI feat. Ne-Yo (3:33)
作詞・作曲：Shaffer Smith
6. LOVE HURTS / RYUJI IMAICHI feat. Brian McKnight (3:43)
作詞：RYUJI IMAICHI, Brian McKnight
作曲：Brian McKnight, RYUJI IMAICHI
編曲：Brian McKnight

#### DISC-3
- HIROOMI TOSAKA - CD -

1. INTRO 〜CLAIR DE LUNE〜 (1:37)
作曲：Oliver Rosa
2. WASTED LOVE (3:27)
作詞：HIROOMI TOSAKA, Fais, Kouta Okochi
作曲：Afrojack, Oliver Rosa, SHIKATA
3. DIAMOND SUNSET (3:24)
作詞：HIROOMI TOSAKA, Fais, Kouta Okochi
作曲：Afrojack, Oliver Rosa, FAST LANE
4. LUXE / HIROOMI TOSAKA feat. CRAZYBOY (3:31)
作詞：HIROOMI TOSAKA, Fais, CRAZYBOY, YVES&ADAMS
作曲：Afrojack, Oliver Rosa
5. Smile Moon Night (3:11)
作詞：渡邉シェフ
作曲：Afrojack
6. END of LINE (4:24)
作詞：HIROOMI TOSAKA, Kouta Okochi
作曲：Afrojack, Fais
7. HEY / HIROOMI TOSAKA feat. Afrojack (3:50)
作詞：Fais, VERBAL, YVES & ADAMS
作曲：Afrojack, Fais

### DVD/Blu-ray

#### DISC-4
- 三代目 J Soul Brothers - Music Video -

1. RAINBOW (3:26)
2. HAPPY (3:42)
3. J.S.B. LOVE (4:41)
4. J.S.B. DREAM (4:54)
5. J.S.B. HAPPINESS (5:21)
6. 恋と愛 (7:38)
7. Welcome to TOKYO (4:53)

#### DISC-5
- RYUJI IMAICHI - Music Video -

1. ONE DAY (4:15)
2. Angel (5:47)
3. Thank you (4:56)
4. Alter Ego (3:40)

#### DISC-6
- HIROOMI TOSAKA - Music Video -

1. WASTED LOVE (2:45)
2. DIAMOND SUNSET (3:30)
3. LUXE (3:52)

#### DISC-7
- 長編ドキュメンタリー映画「SEVEN/7（セブンバイセブン）」